# داريل وليامز (لاعب كرة قدم أمريكية)
داريل وليامز (بالإنجليزية: Darryl Williams)‏ هو لاعب كرة قدم أمريكية أمريكي، ولد في 8 يناير 1970 في ميامي في الولايات المتحدة.

## وصلات خارجية
- داريل وليامز على موقع مرجع كرة القدم المحترفة.كوم (الإنجليزية)